# Gunung Lewat
Gunung Lewat is een bestuurslaag in het regentschap Lahat van de provincie Zuid-Sumatra, Indonesië. Gunung Lewat telt 111 inwoners (volkstelling 2010).